# God Is a DJ
God Is a DJ is een triphop- en dancelied, geproduceerd en gemixt door Rollo en Sister Bliss van de muziekgroep Faithless. In Nederland werd het nummer al snel uitgeroepen tot Dancesmash; vervolgens ook tot Alarmschijf en tot 3FM Megahit. Uiteindelijk bereikte het de eerste plaats in de Nederlandse Top 40, maar het kwam niet verder dan nummer 3 in de toenmalige Mega Top 100. In de Vlaamse Ultratop 50 behaalde het lied de vierde plaats. In het moederland Engeland bleef God Is a DJ op positie 6 steken.
Het lied werd geschreven door Maxi Jazz, Rollo, Sister Bliss en Jamie Catto – alle vier horen zij bij Faithless – en uitgebracht op het tweede album van de band, Sunday 8 PM uit 1998. Dit album leidde in 1999 tot de nominatie van Faithless voor de Brit Award voor Best British Dance Act; deze werd gewonnen door Fatboy Slim.
Voor de videoclip werden beelden van het optreden van Faithless op het Pinkpop-festival van mei 1997 gebruikt.

## Hitnotering
| God Is a DJ in de Nederlandse Top 40 - binnen: 12-09-1998 | God Is a DJ in de Nederlandse Top 40 - binnen: 12-09-1998 | God Is a DJ in de Nederlandse Top 40 - binnen: 12-09-1998 | God Is a DJ in de Nederlandse Top 40 - binnen: 12-09-1998 | God Is a DJ in de Nederlandse Top 40 - binnen: 12-09-1998 | God Is a DJ in de Nederlandse Top 40 - binnen: 12-09-1998 | God Is a DJ in de Nederlandse Top 40 - binnen: 12-09-1998 | God Is a DJ in de Nederlandse Top 40 - binnen: 12-09-1998 | God Is a DJ in de Nederlandse Top 40 - binnen: 12-09-1998 | God Is a DJ in de Nederlandse Top 40 - binnen: 12-09-1998 | God Is a DJ in de Nederlandse Top 40 - binnen: 12-09-1998 | God Is a DJ in de Nederlandse Top 40 - binnen: 12-09-1998 | God Is a DJ in de Nederlandse Top 40 - binnen: 12-09-1998 | God Is a DJ in de Nederlandse Top 40 - binnen: 12-09-1998 |
| Week                                                      | 01                                                        | 02                                                        | 03                                                        | 04                                                        | 05                                                        | 06                                                        | 07                                                        | 08                                                        | 09                                                        | 10                                                        | 11                                                        | 12                                                        |                                                           |
| --------------------------------------------------------- | --------------------------------------------------------- | --------------------------------------------------------- | --------------------------------------------------------- | --------------------------------------------------------- | --------------------------------------------------------- | --------------------------------------------------------- | --------------------------------------------------------- | --------------------------------------------------------- | --------------------------------------------------------- | --------------------------------------------------------- | --------------------------------------------------------- | --------------------------------------------------------- | --------------------------------------------------------- |
| Nummer                                                    | 12                                                        | 2                                                         | 1                                                         | 2                                                         | 3                                                         | 6                                                         | 6                                                         | 12                                                        | 17                                                        | 24                                                        | 32                                                        | 36                                                        | uit                                                       |

| God Is a DJ in de Nederlandse Single Top 100 - binnen: 05-09-1998 | God Is a DJ in de Nederlandse Single Top 100 - binnen: 05-09-1998 | God Is a DJ in de Nederlandse Single Top 100 - binnen: 05-09-1998 | God Is a DJ in de Nederlandse Single Top 100 - binnen: 05-09-1998 | God Is a DJ in de Nederlandse Single Top 100 - binnen: 05-09-1998 | God Is a DJ in de Nederlandse Single Top 100 - binnen: 05-09-1998 | God Is a DJ in de Nederlandse Single Top 100 - binnen: 05-09-1998 | God Is a DJ in de Nederlandse Single Top 100 - binnen: 05-09-1998 | God Is a DJ in de Nederlandse Single Top 100 - binnen: 05-09-1998 | God Is a DJ in de Nederlandse Single Top 100 - binnen: 05-09-1998 | God Is a DJ in de Nederlandse Single Top 100 - binnen: 05-09-1998 | God Is a DJ in de Nederlandse Single Top 100 - binnen: 05-09-1998 | God Is a DJ in de Nederlandse Single Top 100 - binnen: 05-09-1998 | God Is a DJ in de Nederlandse Single Top 100 - binnen: 05-09-1998 | God Is a DJ in de Nederlandse Single Top 100 - binnen: 05-09-1998 | God Is a DJ in de Nederlandse Single Top 100 - binnen: 05-09-1998 | God Is a DJ in de Nederlandse Single Top 100 - binnen: 05-09-1998 | God Is a DJ in de Nederlandse Single Top 100 - binnen: 05-09-1998 | God Is a DJ in de Nederlandse Single Top 100 - binnen: 05-09-1998 | God Is a DJ in de Nederlandse Single Top 100 - binnen: 05-09-1998 | God Is a DJ in de Nederlandse Single Top 100 - binnen: 05-09-1998 |
| Week                                                              | 01                                                                | 02                                                                | 03                                                                | 04                                                                | 05                                                                | 06                                                                | 07                                                                | 08                                                                | 09                                                                | 10                                                                | 11                                                                | 12                                                                | 13                                                                | 14                                                                | 15                                                                | 16                                                                | 17                                                                | 18                                                                | 19                                                                |                                                                   |
| ----------------------------------------------------------------- | ----------------------------------------------------------------- | ----------------------------------------------------------------- | ----------------------------------------------------------------- | ----------------------------------------------------------------- | ----------------------------------------------------------------- | ----------------------------------------------------------------- | ----------------------------------------------------------------- | ----------------------------------------------------------------- | ----------------------------------------------------------------- | ----------------------------------------------------------------- | ----------------------------------------------------------------- | ----------------------------------------------------------------- | ----------------------------------------------------------------- | ----------------------------------------------------------------- | ----------------------------------------------------------------- | ----------------------------------------------------------------- | ----------------------------------------------------------------- | ----------------------------------------------------------------- | ----------------------------------------------------------------- | ----------------------------------------------------------------- |
| Nummer                                                            | 51                                                                | 8                                                                 | 3                                                                 | 3                                                                 | 4                                                                 | 3                                                                 | 7                                                                 | 9                                                                 | 14                                                                | 18                                                                | 24                                                                | 30                                                                | 37                                                                | 47                                                                | 53                                                                | 58                                                                | 69                                                                | 72                                                                | 84                                                                | uit                                                               |

| God Is a DJ in de Vlaamse Ultratop 50 - binnen: 12-09-1998 | God Is a DJ in de Vlaamse Ultratop 50 - binnen: 12-09-1998 | God Is a DJ in de Vlaamse Ultratop 50 - binnen: 12-09-1998 | God Is a DJ in de Vlaamse Ultratop 50 - binnen: 12-09-1998 | God Is a DJ in de Vlaamse Ultratop 50 - binnen: 12-09-1998 | God Is a DJ in de Vlaamse Ultratop 50 - binnen: 12-09-1998 | God Is a DJ in de Vlaamse Ultratop 50 - binnen: 12-09-1998 | God Is a DJ in de Vlaamse Ultratop 50 - binnen: 12-09-1998 | God Is a DJ in de Vlaamse Ultratop 50 - binnen: 12-09-1998 | God Is a DJ in de Vlaamse Ultratop 50 - binnen: 12-09-1998 | God Is a DJ in de Vlaamse Ultratop 50 - binnen: 12-09-1998 | God Is a DJ in de Vlaamse Ultratop 50 - binnen: 12-09-1998 | God Is a DJ in de Vlaamse Ultratop 50 - binnen: 12-09-1998 | God Is a DJ in de Vlaamse Ultratop 50 - binnen: 12-09-1998 | God Is a DJ in de Vlaamse Ultratop 50 - binnen: 12-09-1998 | God Is a DJ in de Vlaamse Ultratop 50 - binnen: 12-09-1998 | God Is a DJ in de Vlaamse Ultratop 50 - binnen: 12-09-1998 | God Is a DJ in de Vlaamse Ultratop 50 - binnen: 12-09-1998 | God Is a DJ in de Vlaamse Ultratop 50 - binnen: 12-09-1998 | God Is a DJ in de Vlaamse Ultratop 50 - binnen: 12-09-1998 |
| Week                                                       | 01                                                         | 02                                                         | 03                                                         | 04                                                         | 05                                                         | 06                                                         | 07                                                         | 08                                                         | 09                                                         | 10                                                         | 11                                                         | 12                                                         | 13                                                         | 14                                                         | 15                                                         | 16                                                         | 17                                                         | 18                                                         |                                                            |
| ---------------------------------------------------------- | ---------------------------------------------------------- | ---------------------------------------------------------- | ---------------------------------------------------------- | ---------------------------------------------------------- | ---------------------------------------------------------- | ---------------------------------------------------------- | ---------------------------------------------------------- | ---------------------------------------------------------- | ---------------------------------------------------------- | ---------------------------------------------------------- | ---------------------------------------------------------- | ---------------------------------------------------------- | ---------------------------------------------------------- | ---------------------------------------------------------- | ---------------------------------------------------------- | ---------------------------------------------------------- | ---------------------------------------------------------- | ---------------------------------------------------------- | ---------------------------------------------------------- |
| Nummer                                                     | 18                                                         | 17                                                         | 10                                                         | 6                                                          | 4                                                          | 4                                                          | 5                                                          | 6                                                          | 9                                                          | 11                                                         | 11                                                         | 18                                                         | 22                                                         | 28                                                         | 38                                                         | 43                                                         | 40                                                         | 45                                                         | uit                                                        |

### NPO Radio 2 Top 2000
| Nummer met noteringen in de NPO Radio 2 Top 2000 | '12  | '13  | '14 | '15 | '16 | '17 | '18 | '19 | '20 | '21 | '22 | '23 | '24 |
| ------------------------------------------------ | ---- | ---- | --- | --- | --- | --- | --- | --- | --- | --- | --- | --- | --- |
| God Is a DJ                                      | 1911 | 1192 | 470 | 391 | 335 | 288 | 453 | 469 | 372 | 368 | 383 | 295 | 275 |

1. ↑  Een vetgedrukt getal geeft de hoogste notering aan.
2. ↑  2012 was het eerste jaar met een notering voor dit nummer.